# Henrique Avril

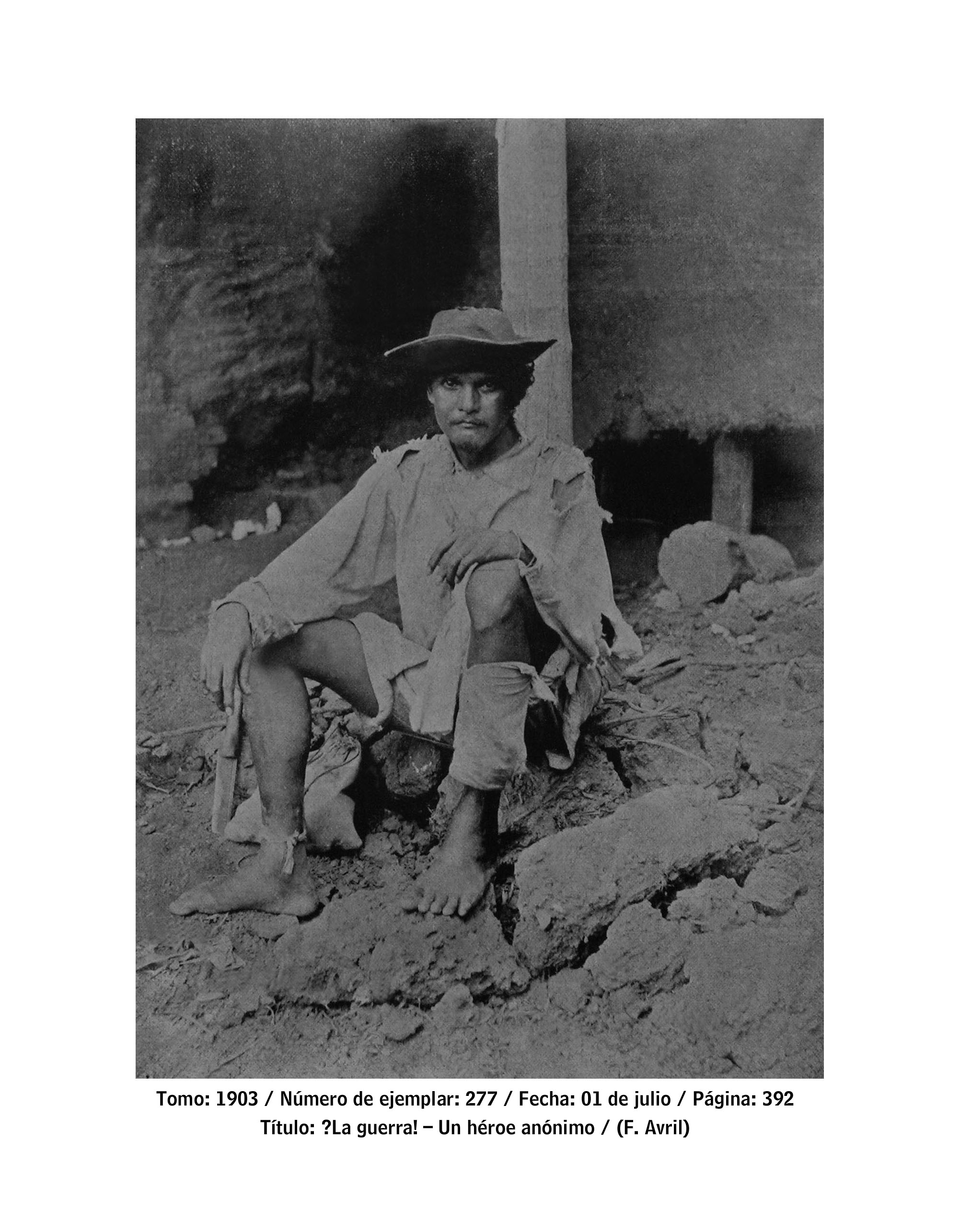
Foto de Henrique Avril Un héroe anónimo (de la Revolución Libertadora)

Henrique Avril fue un fotógrafo venezolano nacido en Libertad de Barinas, Estado Barinas, en 1866. Fue el menor de dos hijos de una familia de origen francés y es considerado el primer reportero gráfico de Venezuela. Se desconoce su fecha de nacimiento, y de su familia solo se conoce el nombre de su padre, Luis Avril.
Luis Avril perteneció al movimiento impreso de Barinas en el siglo XIX, y trabajó para el General Ezequiel Zamora en 1859. Al mismo tiempo, Henrique tenía dos tíos, Felipe (quien fundó la Sociedad Francesa de Fotografía en 1851) y Edwar, que como fotógrafo participó en una exposición organizada por la misma asociación. Estos dos familiares son los que involucran a Henrique en la fotografía, cuando su padre lo envía a París para realizar estudios que se desconoce si llegó a culminar. 
Henrique publicó sus primeros trabajos en la revista Photo-Gazelle de la cual recibe sus primeros reconocimientos. En 1875, trabajó para su hermano Emilio en la revista capitalina "El Cojo Ilustrado", de la cual era socio. Se cree que por la muerte de Don Luís, a mediados de ese mismo año, Emilio decidió vender la imprenta para comprar una hacienda y vivir con su esposa Carolina. Es entonces cuando la empresa pasa a manos de Miguel Quintero Gómez.
Emilio murió en el año 1897, según lo reseñó "El Cojo".
Su extenso trabajo fue publicado en el “El Cojo Ilustrado” por veintitrés años. Aquí publica aproximadamente trescientas veintitrés imágenes, entre las cuales se encuentran varias pictografías. Con su vasta obra capturó imágenes por el Centro y Llano del país, ganando el título de “Primer Reportero Gráfico de Venezuela”.
En uno de sus viajes conoció a María Lourdes Ugueto Padrón, originaria de Barcelona, Estado Anzoátegui; con quien contrae matrimonio en el año 1906, en la misma Barcelona. No dejaron descendencia. Luego la pareja se trasladó a Puerto Cabello, lugar que se convierte en el centro de operaciones de Avril. Allí se destaca como el primer corresponsal gráfico de la ciudad, fotografiando a todos sus personajes, rincones y costumbres, como en una ocasión en la cual realizó una serie de fotografías llamadas “Paisajes Nacionales” y entre ellas estaba la ciudad del Puerto.
A raíz de la desaparición de “El Cojo Ilustrado”, Avril siguió ejerciendo su labor reporteril en la revista de Rómulo Gallegos “Actualidades y El Nuevo Diario”. A Avril no se le conoce otra profesión.
La importancia de su legado ha inspirado a numerosos historiadores de la fotografía para enaltecer el aporte que dejó en su larga vida de ochenta y cuatro años.
Avril murió en Puerto Cabello, el 27 de junio de 1950. Posteriormente esta fecha coincide con el decretado "Día del Periodista" en Venezuela.